# The Seven-Beer Snitch
The Seven-Beer Snitch, llamado El soplón vive arriba en España y El informante en Hispanoamérica, es un episodio perteneciente a la decimosexta temporada de la serie animada Los Simpson, emitido originalmente el 3 de abril de 2005. El episodio fue escrito por Bill Odenkirk y dirigido por Matthew Nastuk. Frank Gehry fue la estrella invitada, interpretándose a sí mismo. En este episodio, el Sr. Burns transforma el flamante centro cultural de Springfield en una prisión privada, en la cual Homer se convierte en soplón tras ser arrestado por violar una antigua ley.

## Sinopsis
Todo comienza cuando, un día en que la familia Simpson visita Shelbyville, oyen a los ciudadanos de la ciudad decir que los residentes de Springfield no tenían cultura. Esto enfurece a Marge, quien le sugiere al Comité Cultural de Springfield contratar al arquitecto Frank Gehry para que diseñe y construya un nuevo centro cultural para la ciudad. Impresionado con la sugerencia de Marge, el arquitecto envía su diseño, el que es aprobado por la ciudad. El proyecto, que consistía en un teatro de ópera, es llevado a cabo, pero la noche de la inauguración, el público deja en manifiesto su ignorancia, y el recinto cierra al poco tiempo. 
El abandono del costoso edificio provoca que el alcalde convoque a una reunión para ponerle un nuevo nombre a la ciudad para escapar de los acreedores, entre ellos, Lima, Perú, Burger King, etc. Justo en eso, llega el Sr. Burns con una idea: tomar el lugar y convertirlo en una cárcel estatal. A pesar de que Homer se presenta para el empleo de guardacárceles, falla el test físico, ya que Otto había intercambiado los nombres en sus muestras de orina, y había quedado sentado como que Homer consumía todo tipo de drogas. Burns le pide al jefe Wiggum que restablezca unas viejas leyes olvidadas, para poder tener más convictos en la nueva cárcel. Después de que Homer patea cinco veces una lata en la calle, es enviado a la cárcel por traslado ilegal de basura. 
Homer va a la cárcel, y, estando allí, frustra, sin querer, el intento de escape de Snake. Burns lo convierte, entonces, en el soplón de la cárcel. Sin ninguna duda, Homer delata a todos sus compañeros y es recompensado por los guardias, incluso consiguiendo un televisor de plasma. Tony el Gordo y sus secuaces deciden averiguar quién es el soplón, y le comentan a Homer que habría un motín. Los guardias esperan fuera de la cárcel por el motín, pero los prisioneros, ya libres de guardias, descubren que Homer es el soplón (ya que antes había sido delatado por Marge en la visita) y comienzan a perseguirlo.
Homer es perseguido hacia el comedor, en donde se encierra en una cámara de gas para no ser asesinado por los convictos, junto a Marge, quien había ido a la cárcel de visita. Luego de calmarse un poco las aguas, Homer habla con el Sr. Burns sobre las pésimas condiciones de vida en la cárcel, ya que les servían comida de pésima calidad, proveniente de los hipódromos. Pronto, Homer es dejado en libertad, y la gobernadora deja ir a todos los presos. 
Mientras todo esto ocurría, Bart y Lisa descubren que Bola de nieve II había estado ganando peso, ya que comía comida en otra casa de familia. Luego de seguirlo, descubren que la gata dominaba una "doble vida": vivía con los Simpson y con otra familia. La nueva familia la había adoptado y le había puesto de nombre "Smokey". A Smokey le gusta su nueva familia, y Bart trata de evitar que siga visitándolos, pero la familia también llena a Bart de buena comida. En el final, Homer escapa de su casa para ir a la taberna de Moe, y encuentra a Bola de nieve II caminando también por la calle. Todo lo que Homer hace es decirle "No diré nada si no dices nada".